# مغاريم المشايخ (الضليعة)
'

تعديل مصدري - تعديل

مغاريم المشايخ هي إحدى قرى عزلة الضليعة بمديرية الضليعة التابعة لمحافظة حضرموت، بلغ تعداد سكانها 2 نسمة حسب تعداد اليمن لعام 2004.